# Octavio Frigerio
Octavio Oscar Frigerio (ciudad de Buenos Aires, 9 de agosto de 1938) es un ingeniero agrónomo y político argentino. Miembro del Partido Justicialista, fue Director en YPF y lidera el Movimiento político Peronismo para el Desarrollo.

## Reseña biográfica y primeros años
Es hijo de Rogelio Julio Frigerio (periodista y político argentino) y Noemí Blanco.
Divorciado, es padre de cinco hijos, Carmen (falleció en 2015), Rogelio (exministro del Interior del gobierno de Mauricio Macri y actual gobernador de Entre Ríos), Ana, Ernesto y Juan Ignacio, y abuelo de seis nietos.
Egresó del colegio Nacional Tomás Guido, en San Martín, Provincia de Buenos Aires.
A los 19 años se graduó como Ingeniero Agrónomo en la Facultad de Agronomía de la Universidad Nacional de Buenos Aires. Luego, realizó estudios de posgrado en la Iowa State University, en Estados Unidos (Master of Science en Genética).
Dentro de las Ciencias Agrarias, concursó y fue designado como Profesor, inicialmente Adjunto y luego Titular, de las cátedras de Genética y de Estadística, en la Facultad de Ciencias Agrarias de la UCA. Integró, asimismo, el primer Consejo Directivo de esa Facultad, que tuvo a su cargo la organización de la carrera.
Fue presidente de una empresa familiar agropecuaria, consultor de empresas y directivo de la consultora “Economía y Regiones”. También se desempeñó como Investigador del INTA (Instituto Nacional de Tecnología Agropecuaria), en la Estación Experimental de Balcarce.
De 1972 hasta 1981, dirigió la redacción del diario Clarín. Previamente, había conducido las secciones Agropecuaria y Económica. Con el seudónimo de Cavour, escribió durante varios años una columna económica en Clarín dominical.
Es autor, entre otras obras, del libro “Opulencia y subdesarrollo: antagonismo y superación”.

## Trayectoria política y empresarial
Desde su adolescencia y hasta su afiliación al Justicialismo, en 1988, Frigerio militó en el Desarrollismo. Luego de su desvinculación de Clarín, en 1981 y hasta 1988, fue integrante de la Mesa Directiva del Comité Nacional del MID (Movimiento de Integración y Desarrollo). En 1983 encabezó la lista del MID para Diputados Nacionales por Capital. Además, presidió la Fundación de Investigaciones para el Desarrollo (FIDE), centro de análisis económico del Desarrollismo, desde su creación en 1975 hasta su renuncia al MID, en 1988.
Desde su afiliación, en 1988, integró el Congreso Nacional del Partido Justicialista.
En julio de 1989 fue nombrado interventor de la empresa petrolera YPF.
De 1991 a 1993 fue Diputado Nacional del peronismo por la provincia de Buenos Aires y Secretario de la Comisión de Energía. De 1994 a diciembre de 1999 (final del segundo período del Presidente Carlos Menem) fue responsable del diseño y ejecución del proyecto Cascos Blancos y designado Secretario de Estado de la Presidencia y Embajador de la República. Esta tarea tuvo un paréntesis de pocos meses: en los primeros días de octubre de 1997 fue convocado a encabezar la boleta peronista en la primera elección de Legisladores de la Ciudad de Buenos Aires. En las elecciones del mes siguiente esa lista prevaleció sobre la de Cavallo - Béliz, lo que permitió imponerse como senador por Capital en disputa, pero en marzo del año siguiente el presidente Menem le requirió su regreso a la función ejecutiva.
En noviembre de 1999 expuso en representación de la Argentina ante la Asamblea General de las Naciones Unidas, la que aprobó por unanimidad una resolución consagratoria de los Cascos Blancos, asignándoles, en materia de asistencia humanitaria, similar entidad a la que los Cascos Azules tienen en materia de seguridad.
Durante el 2016 y 2017  se desempeñó como Director en YPF. En la actualidad, realiza consultoría empresarial y profesional. Encabeza el movimiento Peronismo para el Desarrollo.